# Ходейда
Ходейда (араб. الحديدة‎ — Эль-Худайда) — портовый город в Йемене, на побережье Красного моря. Является центром мухафазы Ходейда.

## История

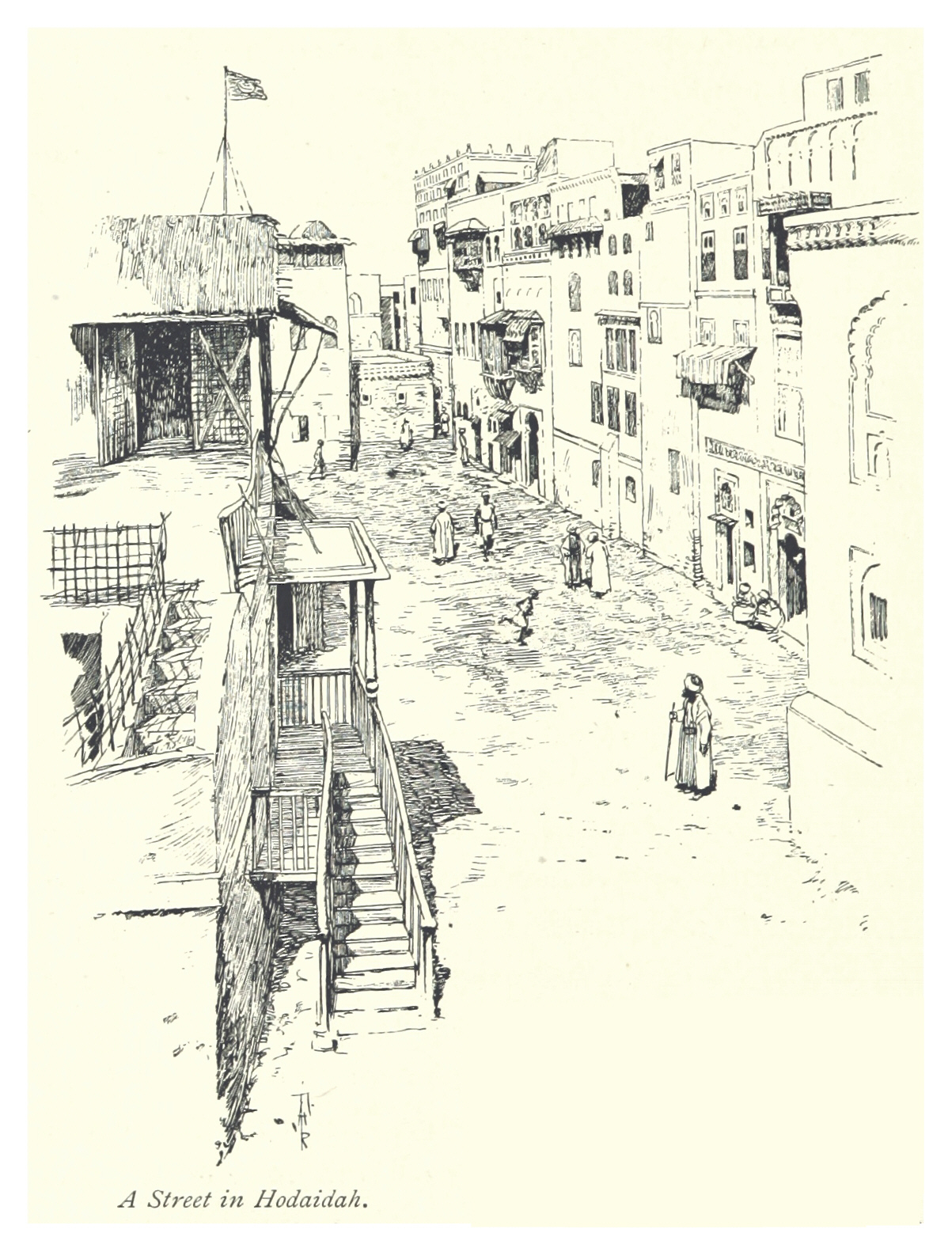
Улица Ходейды в 1893 году.

Впервые упомянут в письменных источниках в 1454—1455 годах. В 1520-е годы был завоёван Османской империей и впоследствии стал одним из главных портов вилайета Йемен. С XVII века Ходейда находилась под контролем йеменских имаматов.
Турки вновь овладели городом в XIX веке. В 1899 году он стал центром вилайета Ходейда.
В 1914 году во время Первой мировой войны германские войска под командованием барона Отмара фон Штоцингена установили в городе телеграфную станцию, что позволило во время арабского восстания передавать сообщения из Стамбула в Германскую Восточную Африку. Затем город на некоторое время был занят английскими войсками, после окончания Первой мировой войны передан султанату Асир.
В 1925 году имам Йемена Яхья бен Мухаммед Хамид-ад-Дин отвоевывает порт Ходейда и регион прибрежной Тихамы у Идрисидов. Таким образом Ходейда вошла в состав Йеменского Мутаваккилийского королевства.
В 1961 году при содействии СССР был построен глубоководный порт и шоссе до Саны и Таиза.

### Инцидент в Ходейде в 1968 году
В марте 1968 года советские корабли доставили в Ходейду большую партию оружия для частей командующего республиканскими войсками Хасана аль-Амри. Это сыграло решающую роль в поражении сторонников монархии, однако спровоцировало боевые столкновения в городе между различными группировками республиканцев. Главную роль в инциденте в Ходейде сыграл младший офицер Али Абдалла Салех, за что получил медаль.

### Беспорядки в 2011 году
В марте 2011 года в Ходейде разразились беспорядки. Полиция открыла стрельбу по демонстрантам, когда те направились к зданию мэрии.

### Гражданская война в Йемене (с 2014)
Во время гражданской войны в Йемене Ходейда находился под контролем хуситов.
14 июня 2018 года В боях за Ходейду в Йемене погибли 39 человек. Аравийская коалиция во главе с Саудовской Аравией официально объявила о начале операции «Золотая победа» по освобождению от мятежного формирования «Ансар Аллах» (хуситы) города-порта Ходейда. 17 июня Арабская коалиция отбила у хуситов аэропорт Ходейда.
2 июля Военно-воздушные силы коалиции во главе с Саудовской Аравией нанесли удары по штаб-квартире повстанцев-хуситов из шиитского движения «Ансар Алла» в провинции Ходейда на западе Йемена. Хуситы предприняли попытку атаковать подразделения йеменской армии в районе Ходейды. Противники международно признанного правительства Йемена попытались обойти её позиции с фланга, но были отбиты. По утверждению командования правительственных войск, десятки хуситов убиты и ранены, около 30 попали в плен. Среди погибших — два влиятельных полевых командира. Отбив атаку, йеменская армия перешла в контрнаступление, развивавшееся при поддержке артиллерии и ВВС. 4 июля Хуситы начали стягивать подкрепление к городу Ходейда.
2 августа в результате ударов по Ходейде погибли 20 человек.
12 сентября армия Йемена взяла под контроль дорогу, связывающую Ходейду со столицей Саной, 13 сентября Саудовская коалиция пошла на новый штурм йеменской Ходейды.
В Швеции 6—13 декабря 2018 года под эгидой ООН прошли переговоры между сторонами конфликта, на которых обсуждались такие вопросы, как освобождение пленных и заключенных, бои за порт Ходейда, ситуация с Центробанком Йемена, блокада Таиза, доставка гуманитарной помощи и ситуация вокруг аэропорта Саны.
14 декабря воюющие стороны должны покинуть йеменский город Ходейда в течение 45 дней. 18 декабря в провинции Ходейда вступил в силу режим прекращения огня. 29 декабря Хуситы начали отводить войска из Ходейды.
5 января 2019 года в стратегически значимом порту Ходейда возобновились боевые действия. Боевые действия совпали во времени с визитом спецпосланника генсека ООН по Йемену Мартина Гриффитса в страну. Правительственные силы и отряды повстанцев из движения «Ансаруллах» (хуситы) обвинили друг друга в нарушении режима прекращения огня. В командовании правительственных сил заявили, что столкновения разгорелись в районе одного из зданий вуза на юге Ходейды. Очевидцы сообщили о крупном пожаре в районе складов с гуманитарными грузами «Всемирной продовольственной программы».
12 мая ООН сообщает, что хуситы покидают портовые города. 15 мая Повстанцы-хуситы и правительственные войска вывели свои вооружённые силы из портов Ходейда, Аль-Салиф и Рас-Исс.
В июле 2024 года Армия обороны Израиля нанесла серию авиаударов по подконтрольной хуситам Ходейде. Эти удары стали ответом на сотни атак на Израиль в предшествующие последние месяцы. От ударов пострадали нефтехранилища и электростанция. Хуситы также сообщили о жертвах и пострадавших среди гражданских лиц.
Пятого мая АОИ заявила что "порта больше не существует" - в ответ на обстрел аэропорта Бен-Гурион

## Экономика
Ходейда — второй по значению порт в Йемене. Связан автомобильными дорогами с Таизом и столицей страны Саной (170 км на северо-восток). Экспорт кофе, сухофруктов и кожсырья.
В городе имеется международный аэропорт, развито хлопчатобумажное, деревообрабатывающее и судостроительное производство. Действует рыбопромышленный комплекс, построенный при содействии Советского Союза.

## Достопримечательности
В квартале старого города находятся ворота Баб аль-Мушриф.

## Население
| Год                     | 1974    | 1981    | 1986    | 1994    | 2001    | 2004    |
| Население, тыс. жителей | 100 000 | 126 000 | 155 000 | 298 452 | 425 000 | 402 560 |